# プレ＝アン＝パイル＝サン＝サンソン
プレ＝アン＝パイル＝サン＝サンソン （Pré-en-Pail-Saint-Samson）は、フランス、ペイ・ド・ラ・ロワール地域圏、マイエンヌ県のコミューン。2016年1月1日に創設された、コミューン・ヌーヴェル（fr。地方自治体改革の2010年12月16日施行の2010-1563法第21条による、合併によって新設されたコミューン）である。

## 歴史
2015年12月4日に県令によって創設された。これは、権限委任コミューンとなったプレ＝アン＝パイルとサン＝サンソンが再編された結果である。新しいコミューンの役場機能は、プレ＝アン＝パイルに固定されている。

## 行政
| 権限委任コミューン | INSEE | 人口 (2015) | 面積 (km²) | 人口密度 (hab./km²) |
| ------------------ | ----- | ----------- | ---------- | ------------------- |
| Pré-en-Pail        | 53185 | 1901        | 44.73      | 43                  |
| Saint-Samson       | 53252 | 440         | 13.49      | 33                  |